# Глобиш (Нерьер)
Глобиш (англ. Globish) — версия английского языка, разработанная вице-президентом по международному маркетингу компании IBM Жаном-Полем Нерьером на основе стандартной английской грамматики и лексикона в 1500 английских слов. По оценкам самого Нерьера, глобиш «сам по себе не является языком», но служит средством коммуникации в международном бизнесе для людей, не являющихся носителями английского языка.

## Зарождение и развитие глобиша
Термин «Глобиш» происходит от английских слов «глобальный» (англ. global) и «английский язык» (англ. English). Первая ссылка на этот термин для обозначения набора диалектов английского, которые используются за пределами англоязычных регионов, была в одном из номеров Christian Science Monitor в 1997 году.
Глобиш достаточно активно распространяется в молодёжных субкультурах мира.
В 1998 году термин «Глобиш» был использован Мадукаром Гоугейтом для разработанного им искусственного диалекта на основе английского языка.
В 2004 году вышли работы Ж.-П. Нерьера с изложением его версии этого языка, в которых «Глобиш» был позиционирован как естественный язык. Позже Нерьер разработал учебники глобиша в виде двух книг, предназначенных для лиц, не являющихся носителями английского языка, чтобы они могли общаться друг с другом на глобише как лингва франка. На работы Нерьера обратили внимание СМИ, и с этого момента термин «Глобиш» употребляется применительно к разработке Нерьера.
В 2009 году Нерьер и Дэвид Хон опубликовали книгу Globish The World Over — первую книгу, полностью написанную на глобише. К 2011 году эта книга была переведена на 12 языков и стала бестселлером в Японии. Также в 2011 году в Австралии был учреждён «Фонд глобиш» — некоммерческая организация, осуществляющая публикацию стандартов и распространение глобиша. (Глобиш в настоящее время является единственной версией английского языка для лиц — не-носителей английского языка с опубликованным набором правил). К 2013 году «Фонд глобиш» имел 8 национальных филиалов и систему онлайнового тестирования, доступную в режиме 24/7.

## Аналоги
Радиостанция Голос Америки при вещании на неанглоязычную аудиторию с 1959 года использует так называемый специальный английский (англ. Special English) — контролируемую версию английского языка, также с лексиконом около 1500 слов, с использованием коротких предложений, и скоростью речи медленнее, чем у традиционного английского.
Существует разновидность Special English — так называемый Специализированный английский (англ. Specialized English), разработанный и используемый радиовещательной корпорацией Feba Radio. Specialized English по своим характеристикам почти совпадает со Special English — низкая скорость речи, короткие предложения и ограниченный словарный запас, на 90 % совпадающий с лексиконом Special English.

## Критика
Хотя Нерьер утверждает, что глобиш является естественным, а не искусственным языком, он никогда не приводил никаких статистических данных, подтверждающих это. Немецкий лингвист Йоахим Гржепа по этому поводу отметил: «Очевидно, он не основывается на каких-либо эмпирических наблюдениях, ни на сравнении использования [глобиша] носителями английского и не являющихся таковыми, ни на сравнении использования глобиша среди тех, для кого английский не является родным».
Глобиш обвиняют в культурном империализме, поскольку он создан на основе одного только английского языка. По данным Всемирной книги фактов ЦРУ, носителями английского языка являются лишь 4,68 % населения мира, но многие другие источники оценивают реальную долю носителей английского языка в 20—25 %.
Глобиш также подвергается обвинениям по поводу того, что он является скрытым маркетинговым инструментом, поскольку зарегистрирован в качестве товарного знака и его владелец не отказался от своих прав на него (в то время как, например, Л. Л. Заменгоф отказался от имущественных прав на эсперанто).